# Região Metropolitana do Contestado
A Região Metropolitana do Contestado é uma região metropolitana brasileira, localizada em Santa Catarina, e instituída pela lei complementar estadual nº 571, de 24 de maio de 2012. Reúne quarenta e cinco municípios do estado, e tem como sede o município de Joaçaba.
O núcleo metropolitano é composto pelos municípios de Abdon Batista, Água Doce, Alto Bela Vista, Arabutã, Arroio Trinta, Brunópolis, Caçador, Calmon, Campos Novos, Capinzal, Catanduvas, Celso Ramos, Concórdia, Erval Velho, Fraiburgo, Herval d'Oeste, Ibiam, Ibicaré, Iomerê, Ipira, Ipumirim, Irani, Jaborá, Joaçaba, Lacerdópolis, Lebon Régis, Lindóia do Sul, Luzerna, Macieira, Matos Costa, Monte Carlo, Ouro, Peritiba, Pinheiro Preto, Piratuba, Presidente Castello Branco, Rio das Antas, Salto Veloso, Tangará, Timbó Grande, Treze Tílias, Vargem, Vargem Bonita, Videira e Zortéa.

## Municípios
A Região Metropolitana do Contestado é composta atualmente por 45 municípios:
| Município                  | População (2016) (hab.) | Área (km²) | Densidade dem. (hab/km²) | IDH (2010)       |
| -------------------------- | ----------------------- | ---------- | ------------------------ | ---------------- |
| Abdon Batista              | 2.617                   | 235,600    | 11,11                    | 0,694 médio      |
| Água Doce                  | 7.143                   | 1313,014   | 5,44                     | 0,698 médio      |
| Alto Bela Vista            | 1.977                   | 103,592    | 19,08                    | 0,755 alto       |
| Arabutã                    | 4.278                   | 132,232    | 32,35                    | 0,733 alto       |
| Arroio Trinta              | 3.564                   | 94,333     | 37,78                    | 0,764 alto       |
| Brunópolis                 | 2.589                   | 335,513    | 7,72                     | 0,661 médio      |
| Caçador                    | 76.571                  | 981,901    | 77,98                    | 0,735 alto       |
| Calmon                     | 3.389                   | 639,528    | 5,30                     | 0,622 médio      |
| Campos Novos               | 35.383                  | 1659,625   | 21,32                    | 0,742 alto       |
| Capinzal                   | 22.327                  | 333,980    | 66,85                    | 0,752 alto       |
| Catanduvas                 | 10.503                  | 198,033    | 53,04                    | 0,714 alto       |
| Celso Ramos                | 2.768                   | 207,409    | 13,35                    | 0,719 alto       |
| Concórdia                  | 73.206                  | 799,879    | 91,52                    | 0,800 muito alto |
| Erval Velho                | 4.472                   | 207,686    | 21,53                    | 0,723 alto       |
| Fraiburgo                  | 36.102                  | 546,249    | 66,09                    | 0,731 alto       |
| Herval d'Oeste             | 22.324                  | 222,405    | 100,38                   | 0,758 alto       |
| Ibiam                      | 1.968                   | 147,329    | 13,36                    | 0,725 alto       |
| Ibicaré                    | 3.290                   | 150,512    | 21,86                    | 0,708 alto       |
| Iomerê                     | 2.899                   | 114,735    | 25,27                    | 0,795 alto       |
| Ipira                      | 4.599                   | 150,304    | 30,60                    | 0,736 alto       |
| Ipumirim                   | 7.530                   | 247,067    | 30,48                    | 0,738 alto       |
| Irani                      | 10.202                  | 321,559    | 31,73                    | 0,742 alto       |
| Jaborá                     | 4.006                   | 191,117    | 20,96                    | 0,732 alto       |
| Joaçaba                    | 29.310                  | 232,354    | 126,14                   | 0,827 muito alto |
| Lacerdópolis               | 2.249                   | 68,892     | 32,65                    | 0,781 alto       |
| Lebon Régis                | 12.119                  | 940,656    | 12,88                    | 0,649 médio      |
| Lindóia do Sul             | 4.630                   | 195,056    | 23,74                    | 0,743 alto       |
| Luzerna                    | 5.703                   | 116,832    | 48,81                    | 0,789 alto       |
| Macieira                   | 1.807                   | 260,072    | 6,95                     | 0,662 médio      |
| Matos Costa                | 2.652                   | 433,073    | 6,12                     | 0,657 médio      |
| Monte Carlo                | 9.740                   | 162,785    | 59,83                    | 0,643 médio      |
| Ouro                       | 7.381                   | 206,229    | 35,79                    | 0,774 alto       |
| Peritiba                   | 2.880                   | 96,407     | 29,87                    | 0,766 alto       |
| Pinheiro Preto             | 3.438                   | 65,705     | 52,32                    | 0,777 alto       |
| Piratuba                   | 4.209                   | 145,701    | 28,89                    | 0,758 alto       |
| Presidente Castello Branco | 1.630                   | 76,940     | 21,19                    | 0,770 alto       |
| Rio das Antas              | 6.246                   | 317,190    | 19,69                    | 0,697 médio      |
| Salto Veloso               | 4.616                   | 105,042    | 43,94                    | 0,784 alto       |
| Tangará                    | 8.748                   | 389,184    | 22,48                    | 0,737 alto       |
| Timbó Grande               | 7.699                   | 596,942    | 12,90                    | 0,659 médio      |
| Treze Tílias               | 7.392                   | 185,205    | 39,91                    | 0,795 alto       |
| Vargem                     | 2.586                   | 350,124    | 7,39                     | 0,629 médio      |
| Vargem Bonita              | 4.635                   | 298,610    | 15,52                    | 0,718 alto       |
| Videira                    | 51.499                  | 377,852    | 136,29                   | 0,764 alto       |
| Zortéa                     | 3.264                   | 190,149    | 17,17                    | 0,761 alto       |
| Total                      | 527.940                 | 15144,602  | 34,86                    | 0,756 alto       |